# Pius IX
Pius IX, född Giovanni Maria Mastai-Ferretti 13 maj 1792 i Senigallia, Italien, död 7 februari 1878 i Rom, var påve från den 16 juni 1846 till sin död. Med en ämbetstid på 31 år hade han därmed det längsta säkerställda pontifikatet i historien (den förste påven Petrus sägs också ha regerat i 31 år, eller till och med 37, från 30 eller 33 till 64 eller 67 e.Kr., men uppgifterna kring hans regeringstid är osäkra och inte historiskt säkerställda). Pius IX saligförklarades i den katolska kyrkan den 3 september 2000 och har festdag den 7 februari.

## Biografi
Giovanni Maria Mastai-Ferretti var nionde och sista barnet till Girolamo Mastai-Ferretti och Caterina Solazzi. Fadern var greve och i släkten fanns flera som inträtt i kyrkans tjänst. Modern var djupt hängiven i sin dyrkan av jungfru Maria, därav Giovannis andranamn Maria, och tog hand om barnens tidiga skolutbildning. Vid elva års ålder började han gå i en skola i Volterra som drevs av piarister, men led av svår epilepsi. 1809 började han sina studier vid universitetet i Rom, där han studerade filosofi och teologi, och bodde hos sin farbroder Paolino. Redan ett år senare tvingades han återvända hem på grund av politiska oroligheter till följd av att Napoleon I annekterade Kyrkostaten. Fadern önskade att han skulle ta värvning i den påvliga armén, men epilepsin gjorde detta omöjligt. 1814 återupptog han sina studier i teologi och filosofi.
Beslutet att inträda i kyrkan tog Mastai-Ferretti efter en andlig kris 1815-1816, och när påve Pius VII återkom till Rom och hävde förbudet mot jesuiterna, bistod den unge Mastai-Ferretti dem i deras arbete för de fattiga. Han fick särskilt tillstånd att prästvigas av Pius VII, trots hälsan. Mastai-Ferretti blev därmed subdiakon 1818, diakon i mars 1819, och prästvigdes den 10 april 1819. 1823 sändes han med påvens beskickning till Chile, blev två år senare kanik vid Santa Maria in Via Lata samt föreståndare för San Michelesjukhuset. 
1827 utsågs han till ärkebiskop av Spoleto, och biskopsvigdes den 3 juni av Francesco Saverio Maria Felice Castiglioni, senare Pius VIII, men som vid tillfället var kardinalbiskop och prefekt vid kurian. I den egenskapen utmärkte Mastai-Ferretti sig, då han lyckades övertala 4000 revolutionärer att inte inta staden. Han flyttades 1832 till det viktigare stiftet Imola. På grund av sina goda förbindelser med revolutionärerna betraktades han som liberal.
Påve Gregorius XVI utsåg 1839 Mastai-Ferretti till kardinal in pectore, och året därpå till kardinalpräst av Santi Marcellino e Pietro.
När Gregorius XVI avled var den följande konklaven splittrad i två partier: de konservativa ville återställa absolutismen och de liberala strävade efter moderata politiska reformer. Kardinal Mastai-Ferretti var de liberalas kandidat, och vid den fjärde omröstningen, den 16 juni 1846, vann han med knappa tre röster mot sin konkurrent. Han antog påvenamnet Pius IX till minne av sin välgörare Pius VII, och kröntes i Peterskyrkan den 21 juni.
Påve Pius IX var politiskt en reformatör och teologiskt konservativ. Han omorganiserade Kyrkostaten genom att införa Consulta di Stato, ett råd som kunde anta lagar efter att påven godkänt dem. Senare grundade han Guardia Civica samt ett kabinett. Detta innebar dock inte att han var politiskt liberal i den meningen att han ville införa konstitutionalism. Men detta fick till följd att mer reaktionära krafter motarbetade honom, vilket ledde till att han antog en encyklika den 9 november 1846 som förbjöd vissa sammanslutningar och sällskap, som han ansåg försökte intrigera mot ordningen, som frimurare, kommunister, bibelsällskap med mera. Politisk lättnad var bara tillåtet så länge som det inte inverkade på påvens suveränitet.
1848 utbröt ett uppror i Rom, varunder Pellegrino Rossi mördades på öppen gata. Påven tvingades stänga in sig i Quirinalen, som besköts, varvid en av påvens prelater dödades när han stod vid fönstret. Med hjälp av bayerska och franska diplomater flydde påven från Quirinalen till Gaeta. Den 9 februari 1849 utropades Romerska republiken, en demokratisk republik. Med hjälp av Frankrike, och general Nicolas Charles Oudinot, kunde påven slå ner den nyupprättade staten, och återkom så till Rom 1850. Hade påven tidigare varit liberal, var han det inte efter detta.
Återstoden av pontifikatet var en ständig kamp mot revolutionärer, mot Viktor Emanuel II, och mot andra antipapalister. Men det blev den nationalism som Napoleon III pläderade för som så småningom lade grunden för att Victor Emanuel krossade Kyrkostaten, och förenade Italien;  1870 gjorde Victor Emanuel Rom till huvudstad för kungariket Italien. Pius IX erkände aldrig Italiens statsanspråk, och förklarade staten för olaglig.
Den italienska regeringen ville reglera förhållandet till påven genom garantilagen i maj 1871. I denna lag förklarades påvens person för okränkbar och varje ort där han vistades för exterritoriell. Fritt påveval, fri förbindelse med den övriga världen genom post eller telegraf och en årlig inkomst på 3,25 miljoner lire som gottgörelse för förlusten av påvens landsherrliga inkomster skulle bereda honom alla önskvärda garantier. Men Pius IX förkastade garantilagen, avstod från de utlovade inkomsterna och förklarade sig för ofri så länge Rom befann sig i händerna på en världslig makt. Han förbjöd också alla rättrogna katoliker att delta i de val som den italienska staten anordnade.
Utanför Kyrkostaten hade Pius problem med protestanter och sekulära eller ateistiska grupper. Detta gällde framför allt Preussen och dess Kulturkampf. I Schweiz företogs våldsamheter mot katolska biskopar, i Ryssland likaså. Förtryck företogs även mot kristenheten som sådan i bland annat Piemonte.
Pius IX sammankallade Första Vatikankonciliet 1870 som proklamerade dogmen om Jungfru Marie obefläckade avlelse samt Ofelbarhetsdogmen. Han utgav 1864 Syllabus, som bekämpar vad han kallar den "falska liberalismen", det vill säga den religiösa, filosofiska och politiska.
Med nära 32 år som påve, innehar Pius IX det längsta pontifikatet i katolska kyrkans historia. (Aposteln Petrus kan dock rent teoretiskt ha innehaft påveämbetet något längre än Pius IX, men detta är tämligen svårt att verifiera.)
Pius IX är begravd i San Lorenzo fuori le Mura. Kanoniseringsprocessen påbörjades 1907, och han saligförklarades 2000 av Johannes Paulus II.